# SM U-12

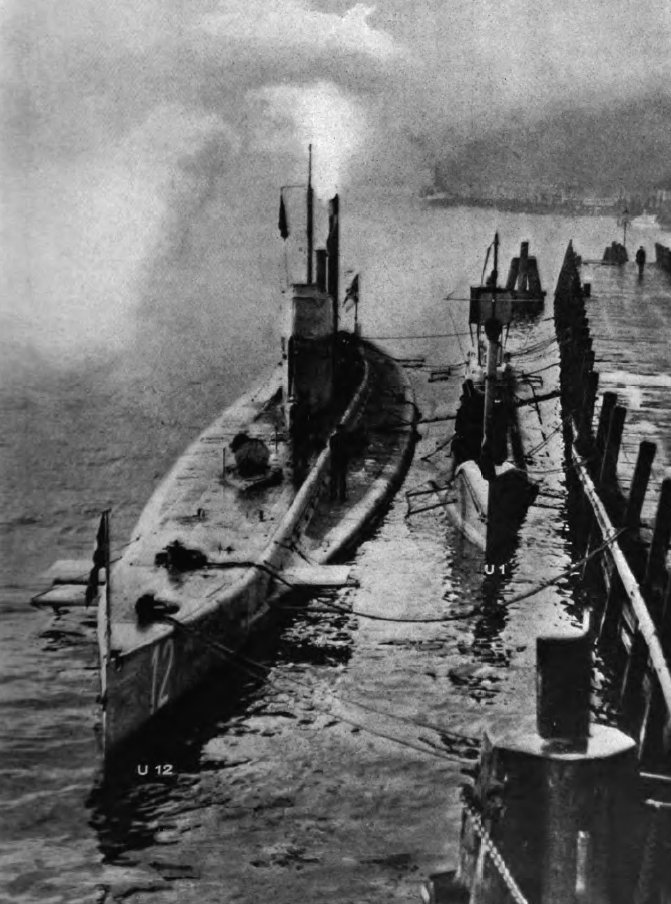
El submarí U-12 a l'esquerra

El SM U-12 era un submarí de l'Imperi Alemany construït el 1911 i enfonsat en Escòcia el 1915. Va ser el primer submarí porta-avions. El U-12 era un submarí de Tipus U 9 construït per a la Marina Imperial Alemanya. L'exèrcit alemany en va encarregar la construcció el 15 de juliol de 1908 al moll 11 de la Kaiserliche Werft (‘drassanes imperials’), a Danzig. El submarí va ser batejat oficialment el 6 de maig de 1910, i va entrar en servei el 13 d'agost de 1911.
L'Imperi Alemany va ser la primera potència que va experimentar amb submarins portaavions. El tinent de la Marina Friedrich von Arnauld de la Perière de la Força Aèria de la Marina i el tinent capità del U-12 Walther Frostmann, va teoritzar que podien augmentar la distància efectiva dels avions marítims si els transportaven a la mar damunt de la coberta d'un submarí i llançar l'avió quan el submarí era semi submergit, permetent que l'avió flotés.

## Historial de servei
El 15 de gener de 1915 el U-12 va sortir del port de Zeebrugge a la Bèlgica ocupada per l'Imperi Alemany, transportant un avión marítim Friedrichshafen FF.29 damunt de la coberta. Una vegada fora del port i en aigües calmes, el capità ordenà a l'avió despegar d'un cop quan era mig submergit. Frostmann va inundar els tancs davanters del submarí i l'avió es va submergir parcialment amb la coberta de l'avió, i va despegar des del mar. L'avió va volar sense ser detectat al llarg de la costa britànica i va tornar sa i estalvi a Zeebrugge.
LU-12 va enfonsar mitjançant torpedes el vaixell armat britànic HMS Niger a Deal, l'11 de novembre de 1914. Aquesta va ser la primera baixa aliada causada per submarins amb port a la Bèlgica ocupada.
El 10 de març de 1915, mentres l'U-12 patrullava la costa oriental britànica, aquest va ser enfonsat per tres destructors britànics, el HMS Ariel, HMS Acheron i el HMS Attack.

### Enfonsament
El submarí va intentar submergir-se, però va ser colpejat per l'Ariel. L'U-12 va haver d'emergir, i aleshores va ser atacat per l'artilleria l'Acheron i Attack i es va enfonsar. Dinou tripulants hi van morir i deu van ser rescatats.

### Lloc d'enfonsament
El gener de 2008, els submarinistes Jim MacLeod, de Bo'ness, i el Sinclair Marítim, de Falkirk, van trobar el punt on el submarí va ser enfonsat, a unes 25 milles nàutiques de Eyemouth després de cinc anys de cerca.

## Operacions i victòries
Entre l'1 d'agost de 1914 i el 10 de març de 1915, l'U-12 va participar en quatre patrulles, en les que va enfonsar dos vaixells:
- L'11 de novembre de 1914, el vaixell mercant britànic HMS Niger, pesant 810 tones.
- El 9 de març de 1915, el cuirassat britànic HMS Aberdon, pesant 1.005 tones.